# St. Clairova porážka
St. Clairova porážka (anglicky St. Clair's Defeat) někdy též nazývaná bitva u řeky Wabash nebo bitva tisíce mrtvých byla bitvou mezi americkými Indiány a armádou Spojených států amerických k níž došlo 4. listopadu 1791 v tzv. Severozápadním teritoriu v průběhu Severozápadní indiánské války. Indiáni v ní připravili americkým silám nejtěžší porážku, jakou kdy běloši v Severní Americe od domorodců zažili.

## Historické pozadí a začátek bojů
Pařížská smlouva z roku 1783, která ukončila Americkou válku za nezávislost, uznala svrchovanost Spojených států nad územím východně od řeky Mississippi a jižně od Velkých kanadských jezer. Práva indiánských kmenů této oblasti však nebyly do této dohody zahrnuty a mnohé z nich, především pak jejich náčelníci Malá želva a Modrý kabát odmítli uznat americké nároky na oblast severozápadně od řeky Ohio. V průběhu druhé poloviny osmdesátých let 18. století zabili Indiáni kolem 1500 osadníků, lovců a cestovatelů, kteří pronikli na toto území, za což se běloši samozřejmě mstili. Prezident George Washington a ministr války Henry Knox rozhodli o použití síly při pacifikaci tohoto regionu.
Jednotka o síle 1453 mužů (320 pravidelná armáda, 1133 milice) pod velením brigádního generála Josiaha Harmara byla 8. října 1790 vyslána z Fort Washingtonu na sever. 22. října poblíž dnešního Fort Wayne (Indiana) dal Harmar rozkaz asi 500 mužům, jimž velel plukovník John Hardin, napadnout indiánské uskupení o dodatečně zjištěné síle 1100 bojovníků. I když (zřejmě opilému) Harmarovi posel oznámil převahu protivníka, ten přesto odmítl Hardinovi pomoci. Místo toho zformoval svých cca 900 mužů do obranného čtverce a vyčkával. Hardin mezitím svedl asi tříhodinovou bitvu a nakonec ustoupil zpět do tábora a spojil se s Harmarovými hlavními silami. Harmar dal poté povel k ústupu celé jednotky. Během střetnutí přišla americká armáda o asi 130 mrtvých a 94 zraněných, přičemž ztráty Indiánů byly zřejmě o něco nižší (do 150). Jednalo se o dosud nejkrvavější porážku americké armády z rukou domorodců. Prezident Washington po tomto fiasku pověřil generála Arthura St. Claira, který byl zároveň guvernérem Severozápadního teritoria, aby v létě 1791 podnikl novou výpravu.

## Kampaň

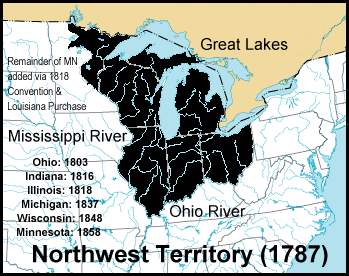
Území zvané Severozápadní teritorium. Jednalo se o rozlehlou oblast osídlenou mnoha indiánskými kmeny a v 80. letech 18. století prakticky žádnými americkými osadníky. Přesto šlo oficiálně o součást USA.

Ačkoli George Washington trval na tom, aby výprava vyrazila v létě, různé komplikace to neumožnily. Noví odvedenci byli špatně vycvičeni a nedostatečně disciplinovní, zásoby jídla byly chabé a koní bylo málo a měli nízkou kvalitu. Armáda se tak vydala na pochod až v říjnu 1791. Během postupu budovala zásobovací stanice. Cílem bylo město Kekionga, hlavní osada kmene Miamiů nacházející se poblíž dnešního Fort Wayne v Indianě.
St. Clairova armáda původně čítala 600 vojáků pravidelné armády, 800 půlročních branců a 600 domobranců (milice), čili okolo 2000 mužů. Nastala však poměrně masivní dezerce, která postupně snížila celkový stav na 1486 mužů plus asi 200-250 lidí z doprovodu (ženy, děti, pradleny, prostitutky). Postup byl pomalý a docházelo k neustálým problémům s disciplínou. St. Clair, který trpěl dnou, sotva zvládal udržet pořádek, především mezi domobranci a novými odvedenci. Armádu neustále sledovali Indiáni a docházelo i k menším přepadům.
2. listopadu 1791 měla expedice již jen 1120 členů, z toho jen o málo více než 900 byli bojeschopní muži (z nichž bylo 52 důstojníků). Na vině byla dezerce a onemocnění. 3. listopadu se armáda utábořila na louce a nezbudovala žádné ochranné opevnění. Zatímco americká výprava slábla, Indiáni sdružení v Západní konfederaci nabírali na síle. Buckongahelas přivedl svých 400 mužů, kteří se připojili k 700 bojovníkům vedeným Malou želvou a Modrým kabátem.

### Bitva

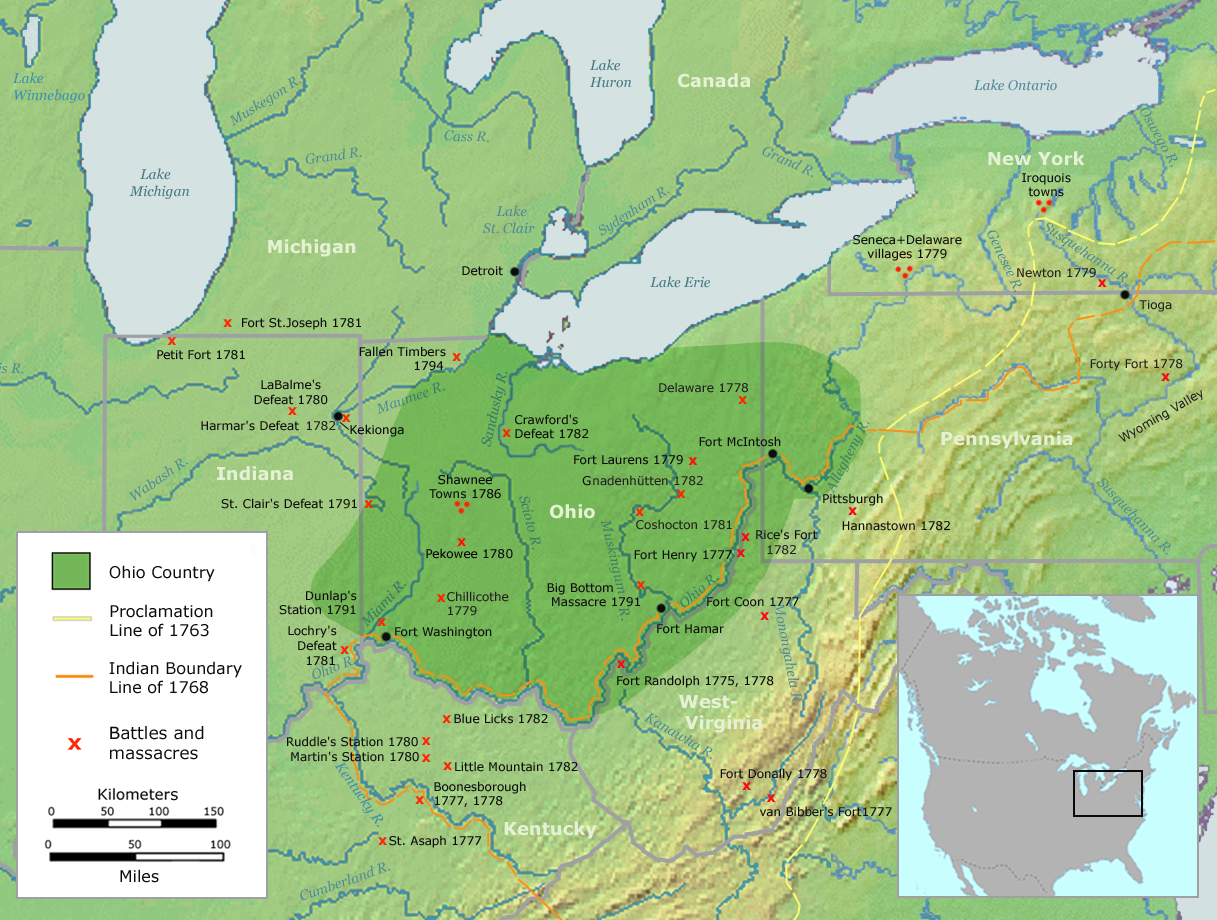
Mapa údolí Ohia koncem 18. století s vyznačenými místy bitev, pevností a indiánských osad

Za svítání 4. listopadu tábořila americká armáda nedaleko pramenů řeky Wabash, poblíž dnešní Fort Recovery v Ohiu. Indiánské uskupení o síle asi 1000 mužů vedené Malou želvou a Modrým kabátem čekalo v lese až vojáci odloží zbraně a půjdou na snídani. Poté v rychlosti udeřili, Američany překvapili a brzy je začali zatlačovat.
Malá želva vedl první úder proti domobraně, která se záhy dala na útěk přes potok zanechávaje na bojišti své zbraně. Naproti tomu vojáci pravidelné armády se rychle chopili mušket, zformovali se a vypálili na Indiány salvu, která je donutila k ústupu. Malá želva odpověděl útokem na křídla. Zatím se St. Clairovo dělostřelectvo snažilo přesunout do palebných pozic, ale obsluha byla pobita indiánskými střelci. Američané nakonec děla sami vyřadili hřebíky nacpanými do zápalných děr, aby je nemohli využít Indiáni.
Plukovník Drake nařídil svému praporu nasadit bajonety a zaútočit na hlavní indiánskou pozici. Domorodci se stáhli do lesa, prapor obklíčili a zničili. Bodákový útok pak zkusili Američané ještě několikrát s podobným výsledkem. Útvar nakonec ztratil soudržnost a zavládl zmatek. Pod St. Clairem padli tři koně, když se marně snažil formovat své jednotky. Po třech hodinách boje shromáždil zbývající důstojníky a ve snaze zabránit úplnému zničení se rozhodl podniknout poslední bodákový útok s cílem prorazit skrze indiánské linie a uniknout. Zásoby a ranění byli ponecháni v táboře. Indiáni nechali vojáky projít a ti pak začali prchat k Fort Jefferson. Domorodí válečníci je ještě tři míle pronásledovali, ale pak toho zanechali a vrátili se plenit tábor. Do Fort Jeffersonu tehdy nazývaném Fort Hamilton se vojákům podařilo dostat až následující den. Odtud se pak vrátili do Fort Washingtonu. Počet raněných zanechaných na bojišti není znám, ale zprávy hovoří o tom, že jejich dobíjení trvalo ještě několik dní.
Procento ztrát bylo největší, jaké kdy samostatná jednotka americké armády utrpěla (97,4 %). Z 52 důstojníků bylo 39 zabito, včetně St. Clairova zástupce a 7 zraněno. Z 920 vojáků bylo 632 zabito a 264 zraněno. Prakticky veškerý nebojový doprovod byl pobit. Celkové ztráty tak dosáhly 832 mrtvých, což znamenalo, že byla zničena téměř čtvrtina tehdejší americké armády. Jen 24 vojáků se vrátilo nezraněno. Indiánské ztráty byly okolo 61 mužů, z toho nejméně 21 mrtvých. Počet zabitých vojáků americké armády byl více než třikrát větší, než počet mrtvých způsobených spojenými indiánskými jednotkami o 85 let později v bitvě u Little Big Hornu.

## Výsledky

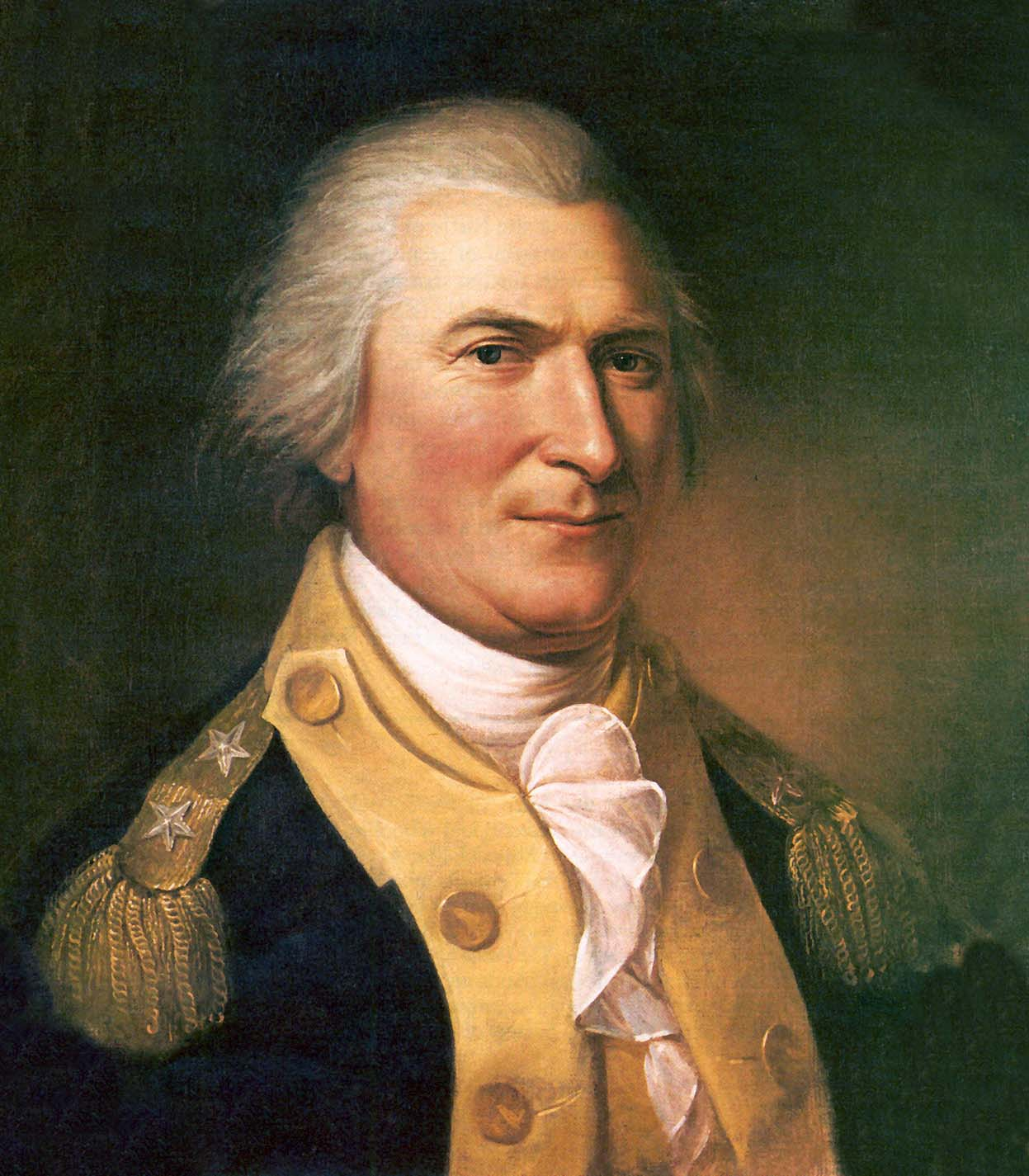
Generál Arthur St. Clair na portrétu z roku 1782

Prezident Washington právě večeřel se svými hosty ve Filadelfii, když ho odvolali od stolu a sdělili mu novinky o vojenském debaklu na severozápadě. Ale až po odchodu hostů dal Washington průchod svému hněvu. V lednu 1792 dorazil do Filadelfie St. Clair, aby podal zprávu o tom, co se stalo. Obvinil zásobovače a ministerstvo války a požádal o prošetření kauzy před vojenským soudem. Doufal ve zproštění obvinění a následně hodlal rezignovat na svou funkci. Washington to však odmítl a donutil St. Claira k okamžité rezignaci.
Sněmovna reprezentantů mezitím začala se svým vlastním šetřením katastrofy. Jednalo se o vůbec první vyšetřování, které Kongres podnikl. Na jeho základě svolal Washington setkání hlav všech ministerstev (Knox, Jefferson, Hamilton, Randolph). Šlo o jedno z prvních společných setkání těchto představitelů a je možné ho považovat za první jednání americké vlády vůbec. Jedním z výsledků jednání bylo, že prezident a ministři schválili koncept uchovávání státního tajemství "pro obecné blaho". Tento precedens pak našel uplatnění například v kauzách zrady Aarona Burra, Watergate či v aféře Billa Clintona.[zdroj?]
Konečná zpráva vyšetřovací komise z velké části stranila St. Clairovi. Tvrdila, že ministr Knox, hlavní zásobovač generál Samuel Hodgdon a další představitelé ministerstva války odvedli při přípravě protiindiánské armády chabou práci. Nicméně Kongres se postavil proti a závěrečnou zprávu nezveřejnil. V březnu 1792 ale odsouhlasil postavení nových armádních jednotek a následně (květen 1792) schválil Zákon o milici, který upravoval problém svolávání domobrany. V roce 1794 nová americká armáda pod velením generálmajora "Šíleného" Anthony Waynea vystavěla Fort Recovery na místě St. Clairovy porážky a ubránila pevnost před indiánským útokem. Následně v srpnu 1794 porazila Indiány u Fallen Timbers. V roce 1795 pak smlouva z Greenville ukončila Severozápadní indiánskou válku.